# Saint-Ghislain
Saint-Ghislain (dialectul picard: Sint-Guilin) este un oraș francofon din regiunea Valonia din Belgia. Comuna Saint-Ghislain este formată din localitățile Saint-Ghislain, Baudour, Hautrage, Neufmaison, Sirault, Tertre și Villerot. Suprafața sa totală este de 70,18 km². La 1 ianuarie 2008 comuna avea o populație totală de 22.708 locuitori. 
Comuna Saint-Ghislain se învecinează cu comunele Beloeil, Bernissart, Boussu, Chièvres, Hensies, Jurbise, Mons și Quaregnon.

## Localități înfrățite
- Franța: Saint-Lô.